# Laura El-Tantawy
Laura El-Tantawy (* 1980, Worcestershire) je egyptská fotografka se sídlem v Londýně a Káhiře. Pracuje jako nezávislá fotografka na osobních projektech. Jedna z jejích publikací In the Shadow of the Pyramids (2015) získala v užším výběru cenu Deutsche Börse Photography Prize.
El-Tantawy se narodila v Anglii egyptským rodičům a přestěhoval se do Egypta jako dítě, vyrůstal mezi Saúdskou Arábií a Spojenými státy. Její internetové stránky uvádí, že její fotografie je „inspirována otázkami její identity – zkoumání sociálních a environmentálních problémů týkajících se hlubšího pozadí“. V sérii In the Shadow of the Pyramids prošla „cestou zpět do Egypta, aby objevila své kořeny, a nechala se pohltit významnými událostmi na náměstí Tahir v průběhu roku 2011 a celou událost nafotografovala“.

## Životopis
El-Tantawy se narodila v anglickém Worcestershire v roce 1980 egyptským rodičům a vyrůstala mezi Egyptem, Saúdskou Arábií a Spojenými státy. V roce 2002 absolvovala univerzitu v Gruzii v Aténách ve státě Georgia, kde získala dvojí žurnalistiku a politologii. Také v roce 2002 začala pracovat jako novinářka v časopisech Milwaukee Journal Sentinel a Sarasota Herald-Tribune. V roce 2006 se stala fotografkou na volné noze, aby mohla pracovat na osobních projektech. V roce 2009 absolvovala vědeckou stáž na Oxfordské univerzitě. V roce 2011 získala magisterský titul v oboru umění a mediální praxe na University of Westminster v Londýně.
V roce 2015 El-Tantawy sama vydala svou první knihu In the Shadow of the Pyramids (Ve stínu pyramid). Částečně byla podporována časopisem Burn a crowdfundingovou kampaní a zaměřila se na egyptskou revoluci roku 2011. Creative Review dílo popsal jako „detailní fotografie protestujících a pouliční scény vroucích davů v Káhiře během lednové revoluce na náměstí Tahrir, které se mísí s místními svědeckými účty, spolu se starými rodinnými fotografiemi z dětství, kdy vyrůstala mezi Egyptem a Saúdskou Arábií a USA. Záběr mezi 2005–2014, série je opojná kombinace dokumentární fotografie, portréty a dynamičtější, abstraktní obrazy, s retro candid shapshots.„ Gerry Badger, který na Fotobookfestivalu v Kasselu vybral knihu za cenu Nejlepší fotokniha, napsal: „Její vysoce impresionistický styl je v nejlepší tradici japonských protestních knih a mimořádně dobře zachycuje zmatek akce – kde lidé, kde pořádat pikniky uprostřed náměstí, zatímco ostatní umírají v okolních ulicích. Na první pohled se její pestrobarevné, poloabstraktní obrazy zdají být příliš „estetické“, ale když se skutečně pustíte do studia sekvence, která se pohybuje od naděje a jásání k blízkému zoufalství, je zřejmá tvrdost její vize a celé je přineseno spolu s vynikajícími výrobními hodnotami a krásným, ale ne nadměrně odolným designem.
Za tuto knihu byla v roce 2015 nominována na cenu Deutsche Börse Photography Prize spolu s Erikem Kesselsem, Trevorem Paglenem a Tobiasem Zielonym.
Její seriál I'll Die for You (Zemřu pro tebe) pojednává o sebevraždách venkovských indických farmářů.
Autorčiny internetové stránky uvádějí, že její fotografie jsou „inspirovány otázkami její identity – zkoumání sociálních a environmentálních problémů týkajících se hlubšího pozadí“. Také uvedla, že její inspirace „pochází hlavně od impresionistických malířů a básníků – fotografický vliv má tendenci být poetický a malířský, jako jsou práce Georgije Pinkchasova, Miguela Ria Branca a Saula Leitera.“

## Publikace

### Publikace El-Tantawy
- In the Shadow of the Pyramids. Amsterdam: vlastní vydání, 2015. ISBN 978-90-821066-1-9. 440 stran. Vydání 500 kopií.
- The People. Self-published, 2015. ISBN 978-0-9932876-0-2. Vydání 1500 kopií.
  - The People Collector Edition. Self-published, 2015. Vydání 102 kopií.
- Post-Script. Bristol, UK: RRB, 2016. ISBN 978-0-9932323-9-8 Vydání 750 kopií. Fotografie a text: El-Tantawy. Editor: Colin Pantall. Skládaný formát.
- Beyond Here Is Nothing. Vlastní vydání, 2017. ISBN 978-0-9932876-1-9. Three interwoven volumes. Vydání 500 kopií.
- A Star in the Sea (Hvězda v moři). Vlastní vydání, 2019. ISBN 978-0-9932876-2-6. Vydání 150 kopií.

### Publikace s příspěvky El-Tantawy
- The Other Hundred: 100 Faces, Places, Stories: Entrepreneurs. London: Oneworld Publications, 2015. Editor: Global Institute for Tomorrow. ISBN 978-1780747125. Předmluva: Chandran Nair, úvod: Tash Aw, Ian Johnson, esej: Robyn Bargh, Eliane Brum, David Goldblatt, Tolu Ogunlesi, Yasmine El Rashidi a Huang Wenhai. El-Tantawy přispívá textem a fotografiemi k podnikání v oblasti solární energie v Egyptě.

## Ocenění
- 2014: Reminders Photography Stronghold Grant, Reminders Photography Stronghold, Tokyo, za její sérii “I'll Die for You„[15]
- 2015: Winner, Best Photobooks 2015 – Public vote / Public Visitor’s Prize, Fotobookfestival, Kassel, Germany, za In the Shadow of the Pyramids[7]

## Výstavy
- In the Shadow of the Pyramids, Pitt Rivers Museum, Photography Oxford Festival 14, Oxford, Anglie, září-říjen 2014[16][17]
- I'll Die For You, Londýn[18]
- Deutsche Börse Photography Foundation Prize 2016 included El-Tantawy's In the Shadow of the Pyramids, The Photographers' Gallery, Londýn, duben-červenec 2016. Work by the Deutsche Börse Photography Prize shortlist also with Trevor Paglen, Erik Kessels a Tobias Zielony.[3] Instalace projektu El-Tantawy pomocí promítaných fotografií, tisků ve světelných boxech, zvukových záznamů a knihy In the Shadow of the Pyramids.